# Соціальна політика
Соціа́льна полі́тика — це план чи дія урядових чи інституційних установ, спрямованих на вдосконалення або реформування суспільства.
Деякі фахівці та університети вважають соціальну політику підгрупою державної політики, тоді як інші фахівці характеризують соціальну політику та державну політику як два окремі конкуруючі підходи, що відповідають одним і тим же суспільним інтересам (аналогічно доктору медицини та дозвіллю в галузі охорони здоров'я) із соціальною політикою вважається більш цілісною, ніж державна політика.  Якого б з цих переконань не дотримувався університет, соціальна політика починається з вивчення соціальної держави та соціальних служб.  Він складається з керівних принципів законодавства та пов'язаної з ними діяльності, яка впливає на умови життя, що сприяють добробуту людини, такі як якість життя людини. Департамент соціальної політики в Лондонській школі економіки визначає соціальну політику як «міждисциплінарний та прикладний предмет, що займається аналізом реакцій суспільства на соціальні потреби», який прагне виховати у своїх студентів здатність розуміти теорію та фактичні дані широкого спектру соціальних дисциплін, включаючи економіку, соціологію, психологію, географію, історію, право, філософію та політичні науки.  Центр соціальної політики Малькольма Вінера при Гарвардському університеті описує соціальну політику як «державну політику та практику в галузі охорони здоров'я, соціальних служб, кримінального покарання, соціальної нерівності, освіти та праці».  Соціальну політику також можна описати як дії, що впливають на добробут членів суспільства шляхом формування розподілу та доступу до товарів і ресурсів у цьому суспільстві.  Соціальна політика часто має справу із злісними проблемами . 
Обговорення «соціальної політики» у США та Канаді може також стосуватися державної політики щодо соціальних питань, таких як боротьба з расизмом,  питання ЛГБТ (наприклад, одностатеві шлюби)  та правовий статус аборту,  зброя,  евтаназія,  рекреаційні наркотики  та проституція. 
Вивчення соціальної політики може бути або окремим ступенем соціальної політики, таким як Йоркський університет, Оксфордський університет та Університет Пенсільванії, або спеціалізацією в рамках програми державної політики, такою як Університет Макгілла, Школа Балсіллі міжнародних відносин, Школа державної політики Гарріса та Школа управління Герті.
Мета соціальної політики — створення умов для розвитку та оптимального функціонування соціальних відносин, всебічного розкриття творчого потенціалу людини, її сутнісних сил, досягнення в суспільстві суспільної злагоди і стабільності.
Об'єктом соціальної політики є суспільні, зокрема соціальні, відносини, процеси життєдіяльності соціуму, що безпосередньо чи опосередковано впливають на формування соціальної безпеки людини, задоволення нею власних соціальних потреб та інтересів, освоєння і творення соціальних цінностей.
Головним завданням соціальної політики є забезпечення чіткого функціонування всієї системи соціально-політичних інститутів — суб'єктів такої політики; координація функціонування різних елементів системи; формування оптимального співвідношення між різними формами, методами, засобами з метою одержання очікуваних результатів.

## Завдання
- створення умов для реалізації соціального потенціалу людини
- сприяння розвитку соціальних відносин
- розвиток соціально-трудових відносин
- реформування системи соціального захисту
- удосконалення системи соціального страхування
- реформування ринку праці та зайнятості

## Історія
Вперше соціальна політика була задумана Річардом Тітмусом у 1940-х роках у галузі соціального управління у Великій Британії. Есе Тітмуса про «Соціальний поділ добробуту» (1955) дало початок соціальної політики для поступового поглинання соціального управління. Хоча деякі вчені описують соціальну політику як міждисциплінарну галузь, такі вчені, як Фіона Вільямс та Піт Алкок, вважають, що соціальна політика є дисципліною сама по собі.
Деякі з найдавніших прикладів прямого втручання уряду в добробут людини датуються давньоримськими Курами Аннона (зерновий доль), заснованим в 123 р. до н. е., і правлінням Умара ібн аль-Хаттаба як другого халіфа ісламу в 6 столітті: він використовував закяти, а також інші державні ресурси для встановлення пенсій, допомоги на доходи, допомоги на дітей та різних стипендій для людей немусульманської громади. Введення в дію англійських «бідних законів» сприяло стримуванню бідності та рецидиву злочинів: ці закони вплинули на суддів Беркширу щодо впровадження системи Спенхемленда, яка стала першою соціальною програмою в сучасному розумінні цього слова. На сучасному Заході прихильники наукового соціального планування, такі як соціолог Огюст Конт, і соціальні дослідники, такі як Чарльз Бут, сприяли появі соціальної політики в перших індустріальних країнах після промислової революції. Дослідження бідності, що виявляють жорстокі умови в міських нетрях Віргіанської Британії, надавали тиск, що призводив до змін, таких як занепад та скасування бідної законодавчої системи та реформи ліберального добробуту. Іншими важливими прикладами у розробці соціальної політики є держава соціального забезпечення Бісмарка в Німеччині XIX століття, політика соціального забезпечення в США, запроваджена під рубрикою Нового курсу між 1933 і 1935 роками, а також Звіт Беверіджа та Закон про національну службу охорони здоров'я 1946 р. у Великій Британії. Таким чином, на практиці виникли дві основні моделі соціального страхування: добробут Бісмарка з Німеччини та добробут Беверіджана з Великої Британії.
Соціальна політика у 21 столітті є складною, і в кожній державі вона підпорядковується місцевим та національним органам влади, а також наднаціональному політичному впливу. Наприклад, членство в Європейському Союзі залежить від дотримання державами-членами права Європейського Союзу та інших міжнародних законів. 